# Jana Hybášková
Jana Hybášková (* 26. června 1965 Praha) je česká a evropská politička a diplomatka. V letech 2004 až 2009 působila jako poslankyně Evropského parlamentu. V letech 2011 až 2015 byla velvyslankyní Evropské unie (EU) v Iráku a od září 2015 do roku 2019 v Namibii. Od 15. června 2022 zaujala místo vedoucí personálního odboru ministerstva zahraničních věcí ČR po zesnulé Heleně Bambasové.

## Život
V dětství Jana Hybášková pobývala s rodiči v Alžírsku, kde její otec působil jako veterinární lékař. V letech 1983 až 1988 vystudovala Filozofickou fakultu Karlovy univerzity obor arabistika, orientalistika, sociální lingvistika. V letech 1988–1989 získala studijní pobyt na Káhirské univerzitě a interní aspiranturu na Katedře věd o zemích Asie a Afriky (obor neevropská sociální lingvistika).
V listopadu 1989 byla členkou stávkového výboru Filozofické fakulty Univerzity Karlovy.
Hovoří anglicky, arabsky a slovinsky. Jejím manželem je sociolog Ivan Gabal, mají spolu dvě dcery. K jejím zálibám patří lyžování, plavání, pouště, hory; ráda se stará o zahradu, psa a vaření.

## Zaměstnání

### Ministerstvo zahraničí
Od roku 1990 pracovala na Federálním ministerstvu zahraničních věcí ČR, posléze na Ministerstvu zahraničí ČR ve funkci ředitelky odboru Blízkého východu. Koncem srpna 1991 byla v československé delegaci v Libyi při slavnostním mezinárodním otevírání části Kaddáfího projektu Velké umělé řeky u vodní nádrže u Suluqu u Benghazí.
V roce 2002 byla poradkyní státního tajemníka pro evropské záležitosti Pavla Teličky.
Od roku 2019 působí opět na Ministerstvu zahraničí jako Zvláštní zmocněnkyně ministra zahraničí pro podporu Čechů do institucí EU a mezinárodních organizací.

### Velvyslankyně České republiky
V letech 1997–2001 působila jako velvyslankyně České republiky ve Slovinsku. Za jejího působení byl oživen zájem a péče o válečné hroby českých vojáků na italské frontě.
V letech 2002–2004 působila jako velvyslankyně České republiky v Kataru a Kuvajtu. Do obnovení českého velvyslanectví v Iráku měla na starost i tuto zemi. V době konfliktu na jihu Iráku v oblasti Basry pomáhala se zajištěním základních potřeb pro tamější obyvatele.

### Poslankyně Evropského parlamentu
Od roku 2004 do roku 2009 byla poslankyní Evropského parlamentu, kam byla zvolena na kandidátní listině strany SNK – Evropských demokratů, jíž se stala předsedkyní (funkci předsedkyně vykonávala do 12. května 2007). V Evropském parlamentu byla členkou zahraničního výboru a předsedkyní Delegace EP pro vztahy s Izraelem.

### Velvyslankyně Evropské unie
V letech 2011 až 2015 působila jako velvyslankyně Evropské unie v Iráku, byla vůbec první Češkou, která byla v takto vysoké diplomatické pozici Evropské unie. Během svého působení v Iráku se zabývala především rozvojovou pomocí během občanské války v této zemi. Nejvíce oceňuje, že se jí, ve spolupráci s dalšími diplomaty, povedlo zajistit bezpečné uprchlické tábory pro 3,1 mil. vysídlených obyvatel a účinnou distribuci pomoci.
Od září 2015 do roku 2019 působila na stejné pozici v Namibii. Také zde se zabývala především rozvojovou pomocí pro domorodé obyvatelstvo.

## Politické působení
Od roku 2006 byla členkou řídícího výboru Světového hnutí za demokracii. V roce 2008 založila Evropskou demokratickou stranu a byla její předsedkyní až do zrušení strany v prosinci 2010. V roce 2009 se s ní neúspěšně pokoušela o znovuzvolení do Evropského parlamentu. V srpnu 2009 ohlásila KDU-ČSL, že Hybášková povede krajskou kandidátku do předčasných voleb v Královéhradeckém kraji. V březnu 2010 si s předsedou KDU-ČSL Cyrilem Svobodou vyměnila místo v čele kandidátky v Praze. Ve sněmovních volbách byla stejně jako celá KDU-ČSL neúspěšná.

## Vyznamenání
Hybášková je nositelkou vyznamenání Záslužný kříž ministra obrany ČR II. stupně.

## Kontroverze

### Spory s ministrem zahraničí
Během působení Jany Hybáškové na pozici velvyslankyně v Kataru a Kuvajtu došlo k rozporům s tehdejším ministrem zahraničí Cyrilem Svobodou, když Hybášková otevřeně kritizovala rozhodnutí stáhnout z finančních důvodů z Basry českou polní nemocnici a nahradit jí jednotkou 80 vojenských policistů. „Nyní, kdy sedmá polní nemocnice sklízí plody svého enormního lidského i finančního nasazení, kdy potvrzuje dobré jméno naší země, je stažena. Když bychom mohli začít sbírat zisky ze stamilionové investice, jedeme domů. Vzdáváme se baastistickému a extremistickému nepříteli, který na nás nikdy přímo nezaútočil, pohodlnosti armádního zpravodajství, bezpečnostním obavám armády a nedostatku obecné politické vůle dovádět věci do konce.“ Jana Hybášková byla vládou v prosinci 2003 z pozice velvyslankyně odvolána, ve funkci skončila v únoru 2004.  Tomuto konfliktu předcházel již na začátku války v Iráku konflikt s ministrem Svobodou, kdy Hybášková odmítla pokyn, aby se z bezpečnostních důvodů vrátila do vlasti.

### Řízení v opilosti
V srpnu 2021 způsobila Hybášková dopravní nehodu, když v pražské Bělohorské ulici v noci nabourala čtyři další zaparkovaná auta. Řídila opilá, neboť podle výsledků dechové zkoušky měla v krvi přes 1,5 promile alkoholu. Ministr zahraničí Jakub Kulhánek po nehodě uvedl, že „řízení v opilosti je naprosto nepřijatelné. Takové chování mě dvojnásob mrzí u diplomatů, kteří by měli jít příkladem“.
Nehoda se obešla bez zranění, nicméně policie případ vedla v tzv. zkráceném řízení, v němž Hybáškové sdělila „podezření ze spáchání trestného činu ohrožení pod vlivem návykové látky“, za což jí hrozilo až tříleté vězení, peněžitý trest nebo zákaz činnosti. Sdělení podezření totiž v tomto typu řízení znamená obdobu sdělení obvinění v klasickém trestním řízení.
 Na konci října 2021 Obvodní státní zastupitelství pro Prahu 6 případ podmíněně odložilo, přičemž stanovilo zkušební dobu 1,5 roku. Ani ministerstvo zahraničí nakonec Hybáškovou za řízení v opilosti nepotrestalo, protože není trestně stíhaná, neřídila služební vůz, ani neřídila v pracovní době.

### Audit obsazování míst na ambasádách
Na přelomu července a srpna 2023 přinesly zpravodajské servery Seznam Zprávy (SZ) a iDNES.cz rozhovory s právníkem Janem Čapkem, týkající se jeho auditu obsazování míst na ambasádách na Ministerstvu zahraničních věcí České republiky (MZV) a zaměřující se na činnost personálního odboru MZV, o kterém uvedl, že „má neotřesitelnou moc, všichni se mu dvoří a nikdo s ním nechce mít konflikty.“ Ředitelka personálního odboru Jana Hybášková měla závěr auditu projednat s ministrem zahraničních věcí Janem Lipavským (Piráti) i se státním tajemníkem úřadu a uvést, že noviny zaplaví titulky, že je situace na odvolání ministra: „Bude to takovejhle titulek,“ pokud se novináři o netransparentnosti výběrových řízení doví. Měla navrhnout zařazení zprávy do utajovaného režimu, aby se k ní zamezil přístup novinářům přes informační zákon. Jana Hybášková zpravodajskému serveru SZ vyjádření neposkytla a uvedla, že stanovisko poskytne MZV. Mluvčí úřadu Daniel Drake později reagoval slovy: „Vzhledem k probíhajícímu soudnímu řízení se k otázkám nebudeme vyjadřovat“ – Čapek byl propuštěn a s MZV se soudí. Ministr Lipavský auditní zprávu neuvolnil a uvedl, že jde o audit na jeho podnět, zabývá se obdobím druhé vlády Andreje Babiše (ANO) a dokončen bude za několik měsíců.